# Greenomyia stackelbergi
Greenomyia stackelbergi är en tvåvingeart som beskrevs av Zaitzev 1982. Greenomyia stackelbergi ingår i släktet Greenomyia och familjen svampmyggor. Arten är reproducerande i Sverige. Inga underarter finns listade i Catalogue of Life.